# Fei Guan
Fei Guan (?-214) Cousin et beau-fils de Liu Zhang. Quand Liu Bei partit à la conquête de l’Ouest, il fut envoyé, avec Li Yan, renforcer la défense de la ville de Mianzhu en tant que Protecteur de l’Armée. Il livra toutefois la ville à Liu Bei, lorsque son ami Li Yan se fit prendre captif et lui ait suggéré de se rendre. 
Par la suite, Liu Bei lui conféra le titre de Grand Administrateur du district de Ba, lorsqu’il assuma le titre de Protecteur Impérial de la province de Yi.